# مبرهنة فيرما الأخيرة

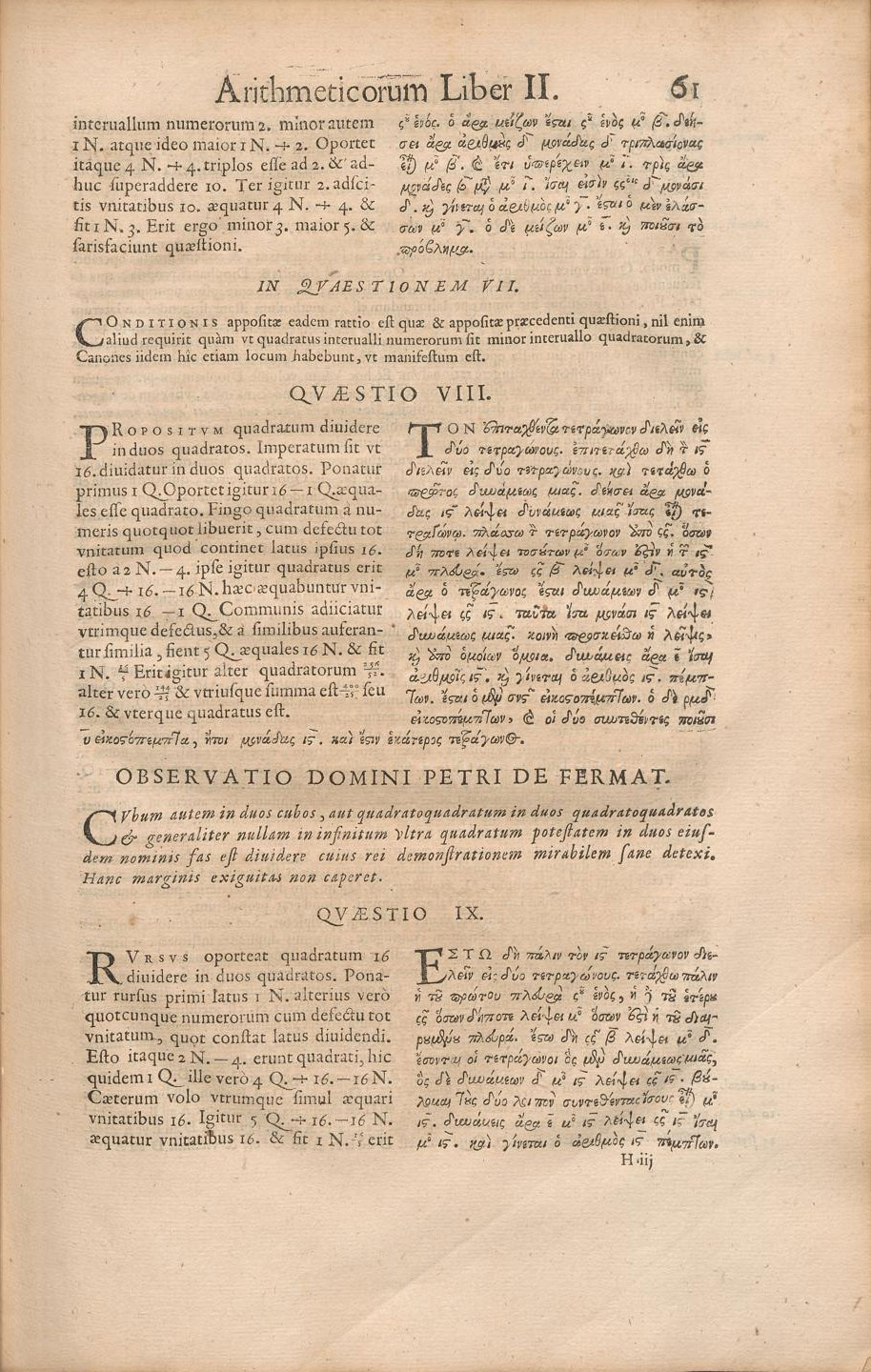
في طبعة لكتاب ديوفانتوس نشرت عام 1670، يوجد تعليق لفيرما حول المبرهنة الأخيرة.

في نظرية الأعداد، تنص مبرهنة فيرما الأخيرة (بالإنجليزية: Fermat's Last Theorem) على أنه لا توجد أعداد طبيعية {\displaystyle x} و {\displaystyle y} و {\displaystyle z} حيث:
{\displaystyle x^{n}+y^{n}=z^{n}\,}
وحيث {\displaystyle n} أكبر قطعا من {\displaystyle 2}.
حدس هذه الحدسية أول مرة بيير دي فيرما عام 1637، كما اشتهر، على هامش نسخة من كتاب للحسابيات، حيث زعم أن له برهانا أكبر من أن يسعه ذلك الهامش.
لم ينشَر لهذه الحدسية برهان صحيح حتى عام 1995، على يد أندرو وايلز، رغم جهود عدد غير منته من علماء الرياضيات خلال 358 سنة مرت على حدسها. هذه المعضلة المستعصية على الحل حثت على تطور نظرية الأعداد الجبرية خلال القرن التاسع عشر كما أدت إلى البرهان على مبرهنة النمطية خلال القرن العشرين.
تعد واحدة من أكثر المبرهنات شهرة في تاريخ الرياضيات، و كانت قبل برهان وايلز عليها عام 1995، مسجلة في موسوعة غينيس للأرقام القياسية تحت عنوان: أصعب معضلة في الرياضيات.

## حدسية فيرما (التاريخ)
لم يترك فيرما أي برهان لهذه الحدسية بالنسبة لأي عدد {\displaystyle n}، ولكنه برهن على الحالة الخاصة {\displaystyle n=4}. هذه الخطوة اختصرت المعضلة في البرهان على المبرهنة بالنسبة لقيم أولية للأس {\displaystyle n}. خلال القرنين التاليين (1637-1839)، بُرهن على الحدسية بالنسبة للأعداد الأولية 3 و 5 و 7 فقط، رغم أن صوفي جرمين برهنت على حالة خاصة بالنسبة لجميع الأعداد الأولية الأصغر من المائة. في منتصف القرن التاسع عشر، برهن إرنشت كومر على المبرهنة بالنسبة للأعداد الأولية النظامية. اعتمادا على عمل كومر وباستعمال دراسات حاسوبية معقدة، استطاع علماء رياضيات آخرون البرهان على الحدسية بالنسبة لجميع القيم الأولية للأس إلى حدود أربعة ملايين.
جاء البرهان على الحدسية بالنسبة لجميع قيم {\displaystyle n} في نهاية القرن العشرين. في عام 1984، اقترح جيرار فراي المقاربة التي تتمثل في البرهان على الحدسية من خلال البرهان على مبرهنة النمطية بالنسبة للمنحنيات الإهليلجية. اعتمادا على أعمال كين ريبيت، نجح أندرو وايلز في البرهان من مبرهنة النمطية لما يكفي للبرهان على مبرهنة فيرما الأخيرة. استعان في ذلك بريتشارد تايلور. تحدثت الصحافة الشعبية ووسائل الإعلام المختلفة بشكل واسع عن إنجاز وايلز .

## السياق العام في الرياضيات

### الثلاثيات الفيثاغورسية
الثلاثية الفيتاغورسية (المسماة هكذا نسبة إلى فيثاغورس) هي مجموعة من ثلاثة أعداد صحيحة {\displaystyle a} و {\displaystyle b} و {\displaystyle c}، تحقق حالة خاصة من معادلة فيرما ({\displaystyle n=2})
{\displaystyle .a^{2}+b^{2}=c^{2}\ }
من الأمثلة على الثلاثيات الفيثاغورسية {\displaystyle (3,4,5)} و {\displaystyle (5,12,13)}. هناك عدد غير منته من هذه الثلاثيات، كما دُرست طرق توليدهن في العديد من الثقافات، ابتداء بعلماء الرياضيات البابليين وبعد ذلك الإغريقيين والصينيين والهنديين.

### المعادلات الديوفانتية
معادلة فيرما {\displaystyle x^{n}+y^{n}=z^{n}} بأعداد صحيحة موجبة حلولا هي مثال على المعادلات الديوفانتية.

## حدسية فيرما
تنص المبرهنة على ما يلي:
لا يمكن أن نفرق مكعبًا إلى مكعبين، ولا أن نفرق قوة رابعة إلى قوتين رابعتين. وعموماً يستحيل لأي قوة أعلى من القوة الثانية أن تُفرق إلى مجموع من قوتين من نفس الدرجة.

## البراهين بالنسبة لقيم خاصة للأس

### صوفي جرمين
في بداية القرن التاسع عشر، طورت صوفي جرمين مجموعة من المقاربات من أجل البرهان على مبرهنة فيرما الأخيرة بالنسبة لجميع قيم الأس.

### ارنست كومر ونظرية المثاليين
انظر غابرييل لامي.

### حدسية مورديل
في عشرينيات القرن العشرين، وضع لويس مورديل حدسية تنص على أن معادلة فيرما تقبل على الأكثر عددا منتهيا من الحلول الطبيعية الأولية وغير البديهية عندما يكون الأس {\displaystyle n} أكبر قطعا من {\displaystyle 2}. بُرهن على هذه الحدسية عام 1983 من طرف عالم الرياضيات غيرد فالتينغز، وحاليا، تعرف باسم مبرهنة فالتينغز.

### دراسات حسابية
في النصف الثاني من القرن العشرين، استعملت طرق حسابية من أجل تمديد مقاربة كومر (نسبة إلى إرنشت كومر) للأعداد الأولية غير المنتظمة.

## العلاقة مع المنحنيات الإهليلجية
الاستراتيجية النهائية والناجحة في البرهان على مبرهنة فيرما الأخيرة، تمثلت في البرهان على مبرهنة النمطية. وصفت هذه الاستراتيجية في البداية من طرف جيرار فراي، وكان ذلك عام 1984. أشار فراي إلى أنه إذا كان لمعادلة فيرما حل {\displaystyle (a,b,c)} بالنسبة لأس p، فإن المنحنى الإهليلجي ذا المعادلة
{\displaystyle y^{2}=x(x-a^{p})(x+b^{p})}
سيمتلك خصائص غير معهودة تمنعه من أن يكون نمطيا. هذا يتعارض مع مبرهنة النمطية التي تنص على أن جميع المنحنيات الإهليلجية هي نمطية.

### برهان وايلز العام

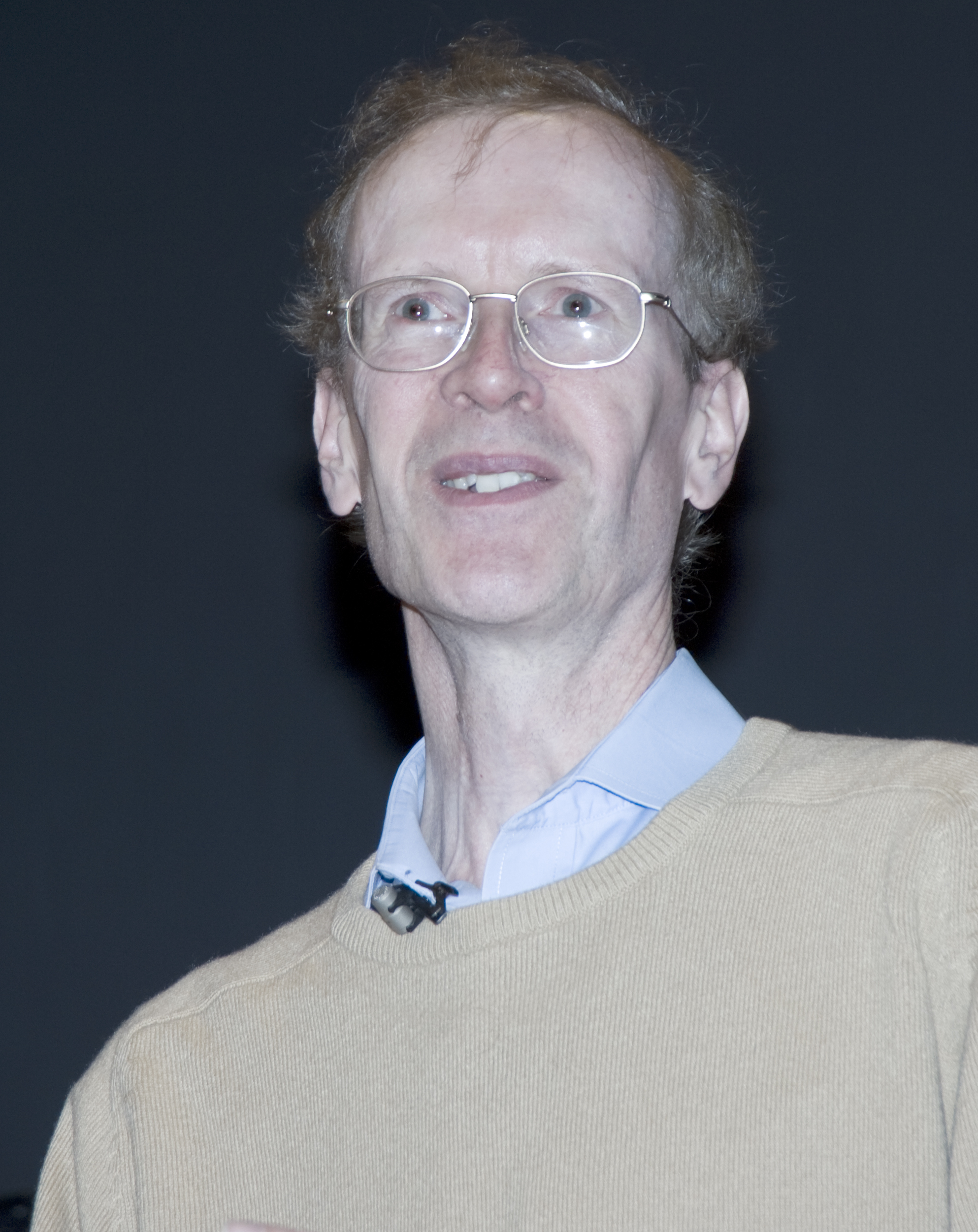
عالم الرياضيات البريطاني أندرو وايلز

وصل برهان ريبيت على حدسية إيبسيلون في عام 1986 إلى أحد الهدفين اللذان حددتهما إستراتيجية فراي من أجل البرهان على مبرهنة فيرما الأخيرة.

## هل كان لفيرما برهان عام ؟
التقنيات الرياضية المستعملة من طرف فيرما في برهانه العجيب ليست معروفة. برهان مفصل واحد فقط لفيرما قاوم النسيان، والذي ينص على عدم وجود أعداد أولية فيما بينها {\displaystyle (x,y,z)} حيث تتحقق المعادلة {\displaystyle x^{4}-y^{4}=z^{4}}.
برهان وايلز وتايلور اعتمد على تقنيات رياضية طورت في القرن العشرين. وقد تكون هذه التقنيات صعبة المنال حتى بالنسبة لعلماء الرياضيات الذين عملوا على مبرهنة فيرما والذين عاشوا قرنا من الزمان من قبل.
الحدسية الكبرى لهارفي فريدمان تعني أنه من الممكن البرهان على مبرهنة فيرما الأخيرة باستعمال الحسابيات الابتدائية.

## جوائز مالية
في عام 1816، وفي عام 1850 أيضا، اقترحت الأكاديمية الفرنسية للعلوم جائزة مالية لمن يعطي حلا عاما لمعادلة فيرما الأخيرة. في عام 1875، منحت الأكاديمية ثلاثة آلاف فرنكا وميدالية ذهبية لكومر لأبحاثه في هذا المجال رغم أنه لم يطلب ذلك. منحت أيضا جائزة مالية أيضا عام 1883 من طرف أكاديمية بروكسل.